# Фарфоровская (остановочный пункт)
Фарфо́ровская — остановочный пункт Санкт-Петербургского региона Октябрьской железной дороги, между платформами Пост 5 км и Сортировочная, на территории железнодорожной станции Санкт-Петербург-Сортировочный-Московский.

## История
Телеграфный пост Фарфоровский был открыт в 1879 году. Он служил разделительным пунктом между сортировочной станцией и главным ходом. Со временем площадь сортировочной увеличилась, и пост потерял своё назначение, превратившись в пассажирский остановочный пункт. В разные годы он носил различные названия, но все они включали в себя слово «фарфоровский», поскольку с XVIII века эти земли принадлежали расположенному недалеко Императорскому фарфоровому заводу, а в 1865 году рядом (на арендованной у завода территории) возник поселок немецких колонистов — Фарфоровская колония. Платформа появилась в 1893 году в интересах колонистов, жителей села Покровского (район Железнодорожного проспекта) и других близлежащих поселков между железной дорогой и Невой. Первоначально называлась Фарфоровский пост и располагалась на ещё не искривленных путях главного хода несколько восточнее нынешнего положения — ближе к концу Железнодорожного проспекта. В 1910 году при расширении сортировочной станции, происходившем в 1906—1912 гг., пути главного хода перенесли западнее, в обход, и, соответственно, сместилась на нынешнее место и платформа. Некоторое время на картах она обозначалась как Ново-Фарфоровский пост и Фарфоровая, но эти названия не прижились. В 1910-х годах на платформе делали остановку по 18 пар поездов в день. В том же 1910 году у платформы был открыт Цимбалинский путепровод, соединивший две стороны сортировочной станции.
28 февраля 2023 года вокзал станции и шесть дореволюционных жилых зданий Фарфоровского поста были признаны выявленными объектами культурного наследия.

## Современность
Сейчас является одним из крупнейших транспортных узлов Северного Купчино. Имеются две боковые платформы, соединённые подземным переходом. Сохранилось здание вокзала (единственное на линии Навалочная — Обухово до постройки вокзала на Сортировочной и Обухово). Имеются железная лестница от станции наверх к Цимбалинскому путепроводу и протяжённый надземный пешеходный переход через пути сортировочной станции к Белевскому проспекту в Невском районе.
В 2007—2008 годах станция была реконструирована. Установлены навесы, отремонтирован переход.
Турникетами не оборудована.
На станции останавливаются все пригородные поезда, кроме поездов повышенной комфортности.

## Перспективы
После 2030 года здесь возможно строительство вестибюля станции «Фарфоровская» проектируемой Кольцевой линии метрополитена.

## Фотографии

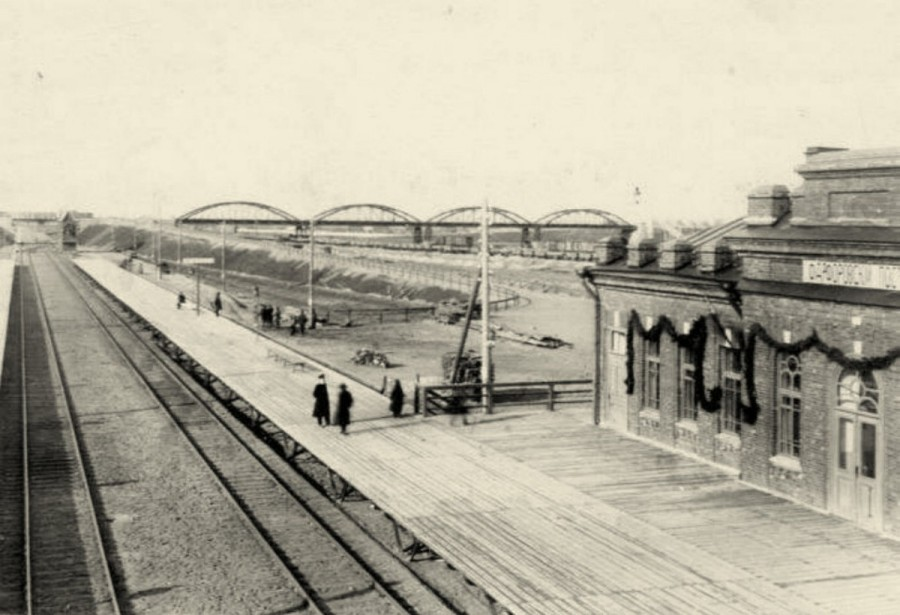
Фотография платформы и Цимбалинского путепровода вскоре после его открытия в 1910 году
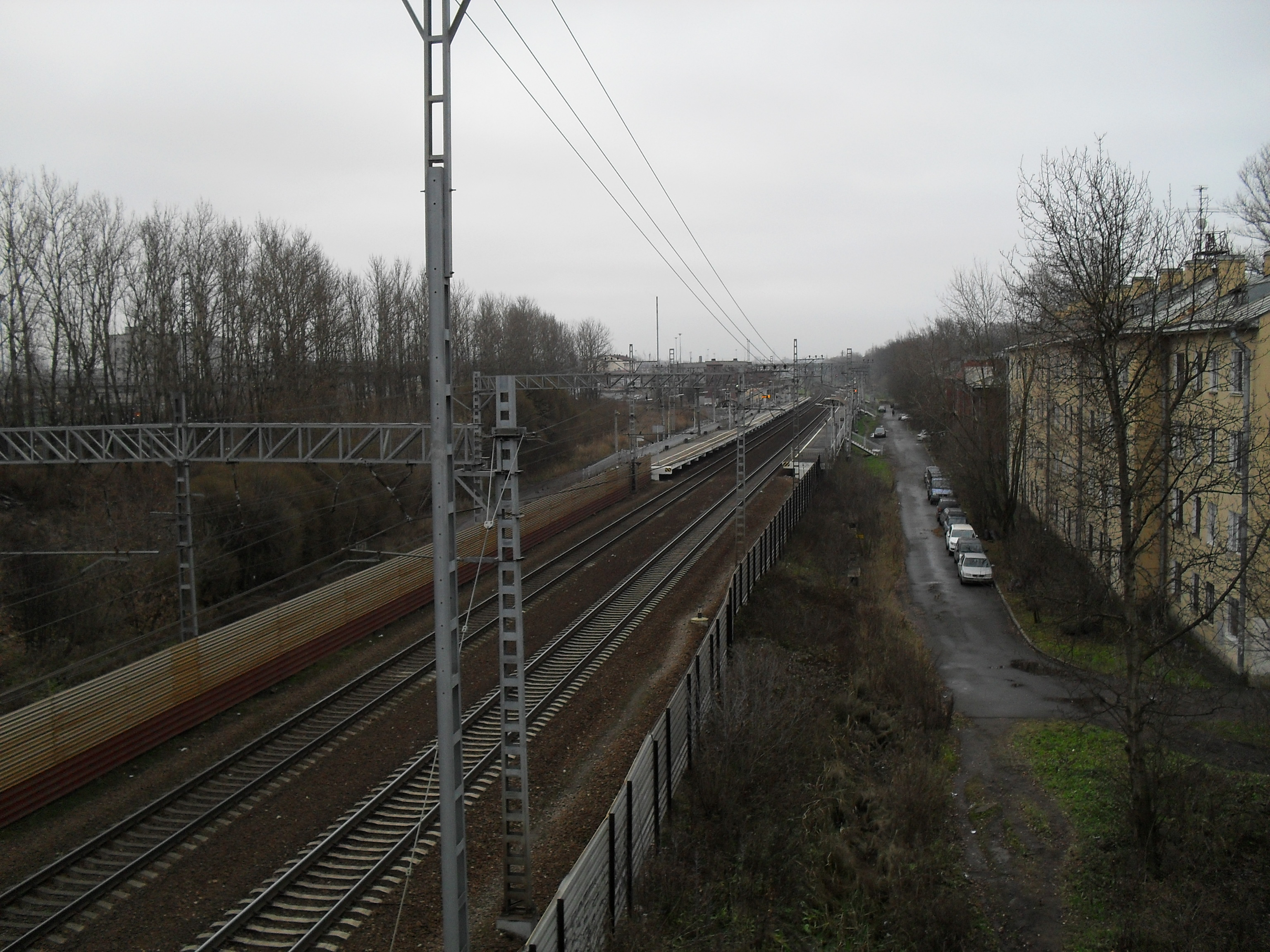
Вид платформы с путепровода
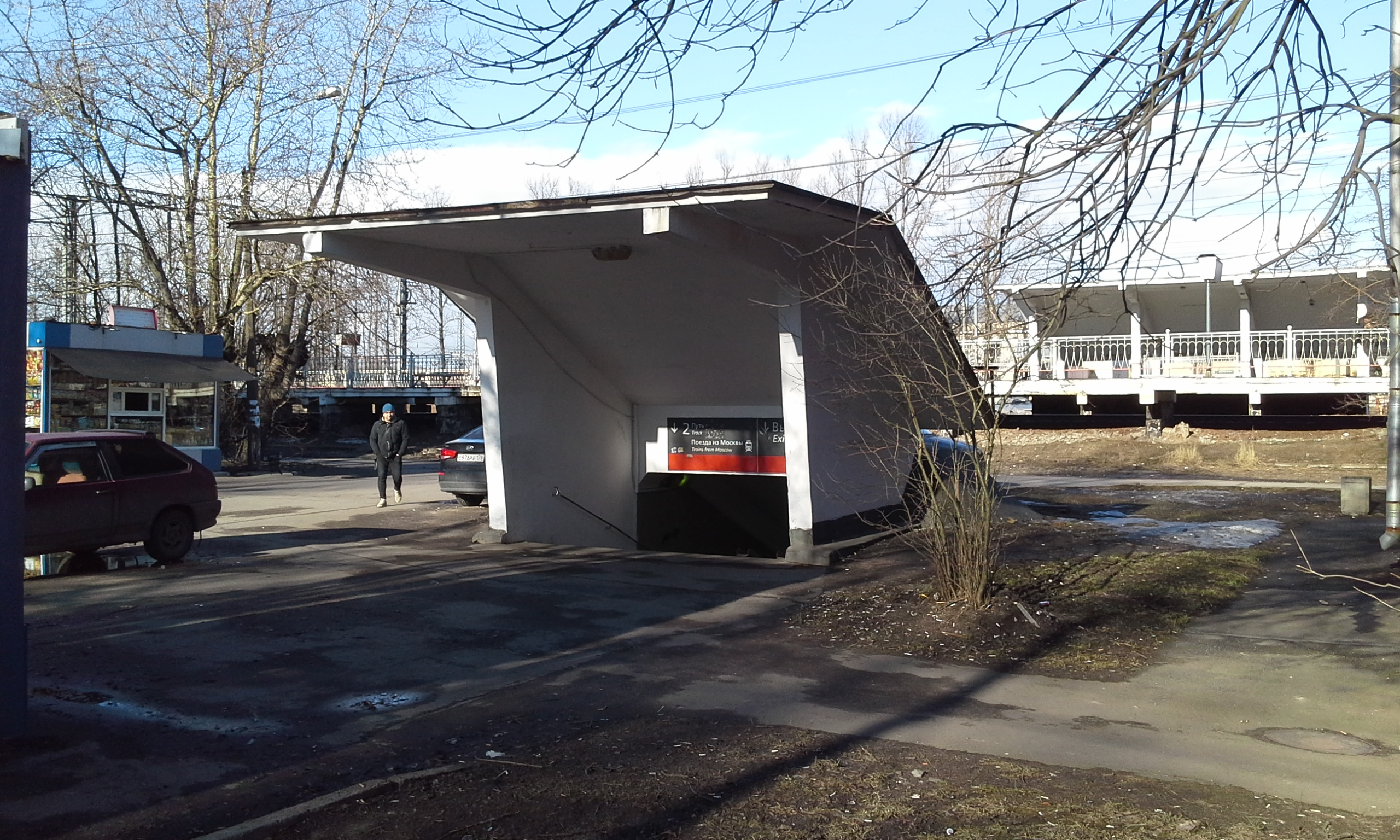
Подземный переход со стороны Купчино
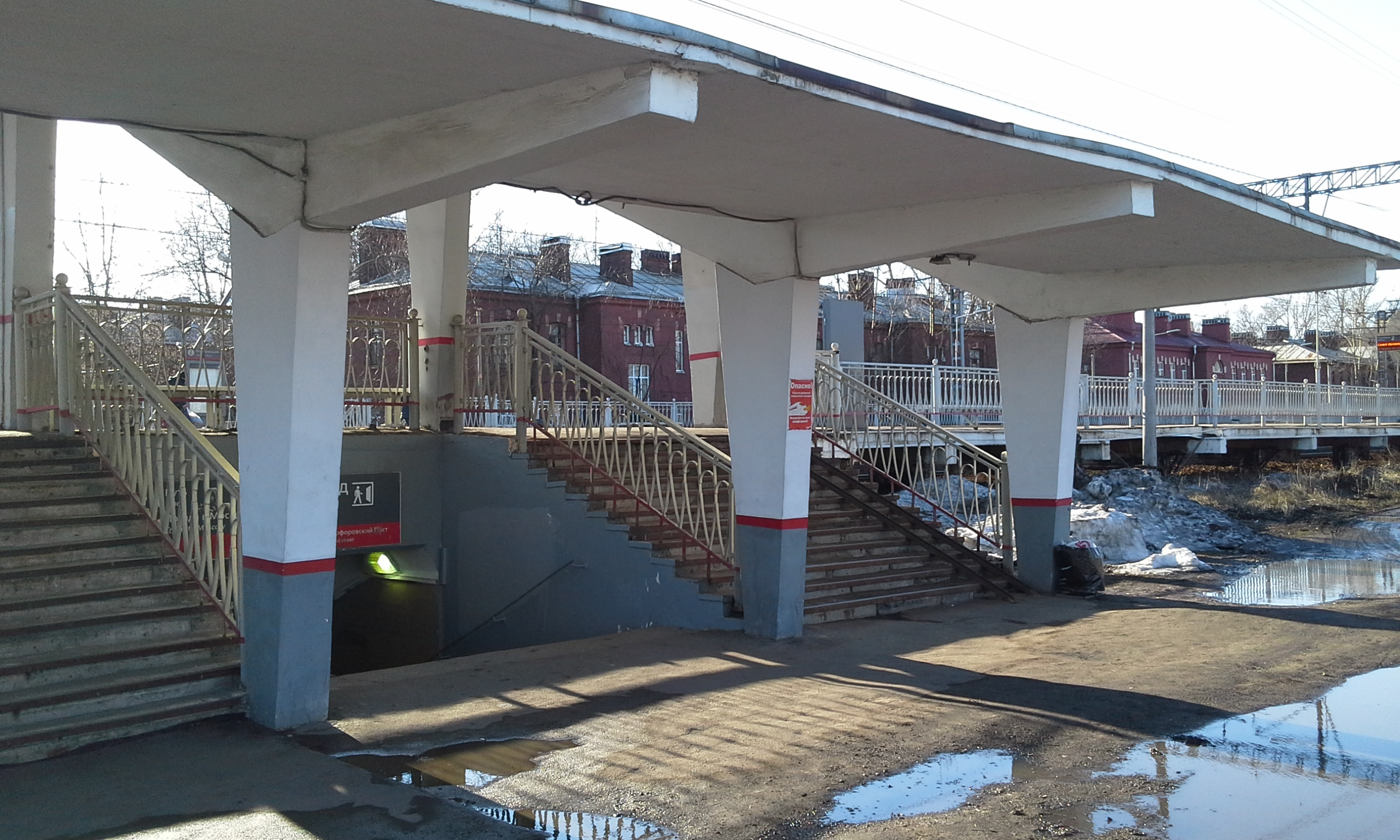
Подземный переход со стороны сортировочной станции
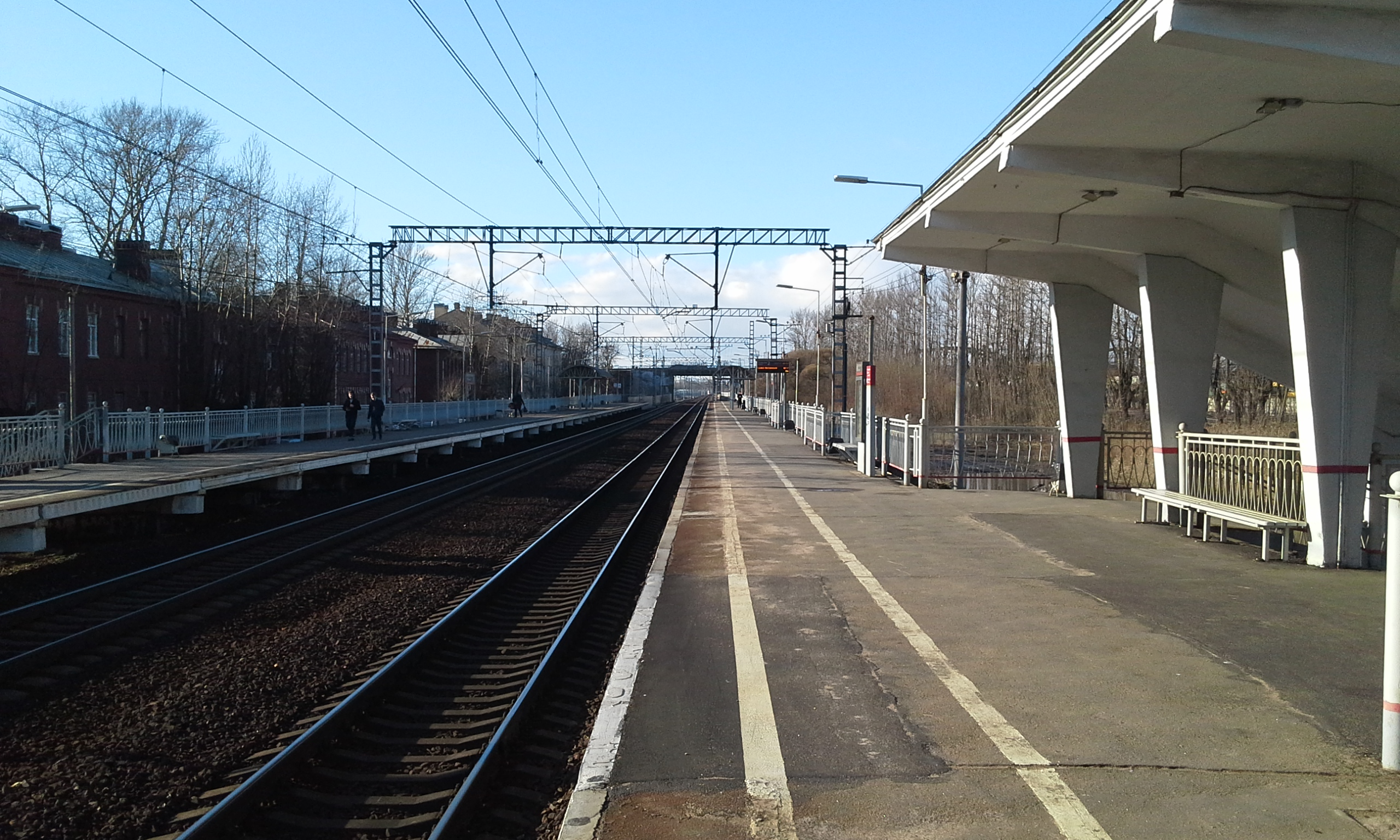
Вид на платформы от здания вокзала
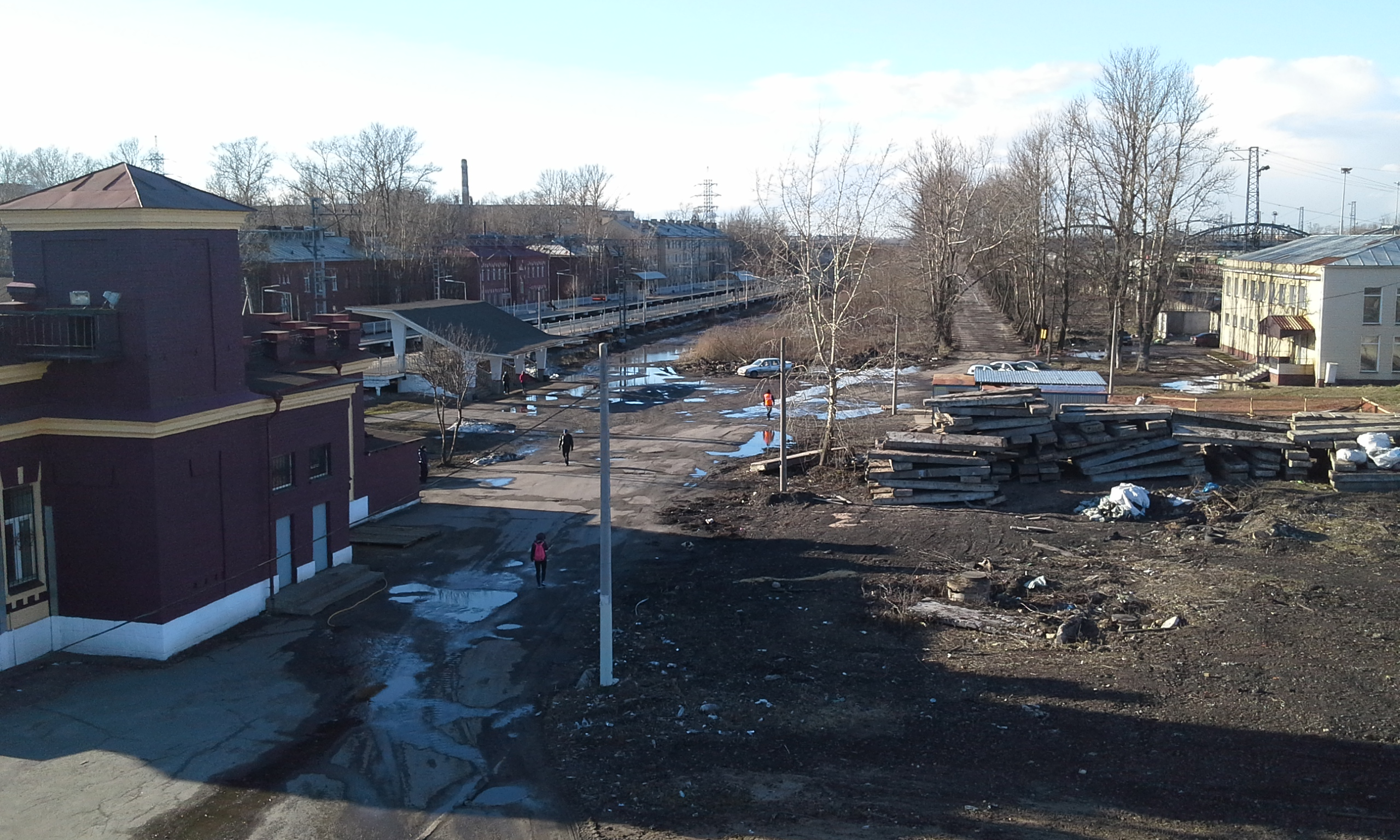
Вид с надземного перехода
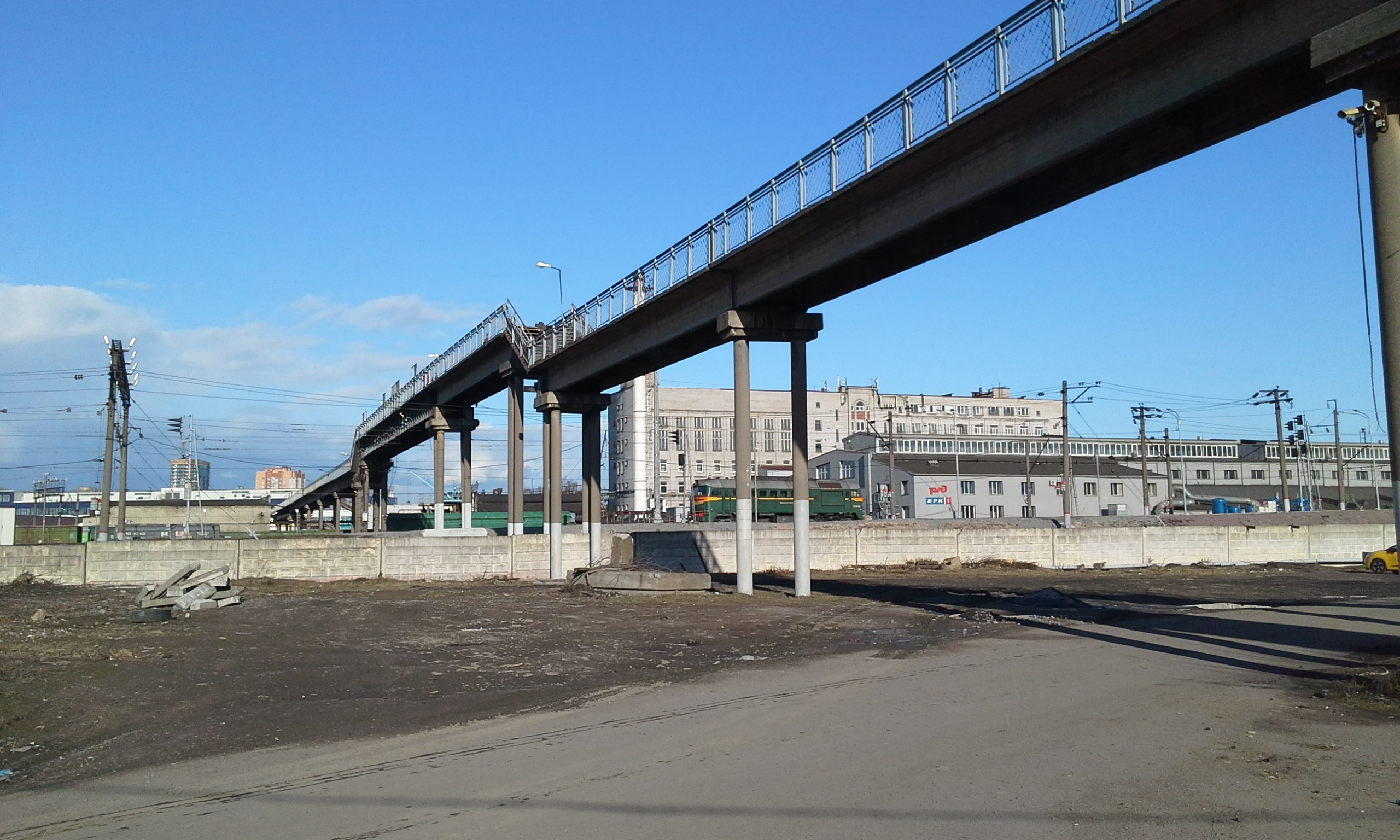
Надземный переход в Невский район

### Расписание электропоездов
- Расписание пригородных поездов на Яндекс-расписаниях
- Расписание электропоездов на tutu.ru